# June Duprez
Pour les articles homonymes, voir Duprez.
June Duprez est une actrice anglaise, née à Teddington (Grande-Bretagne), le 14 mai 1918, et morte à Londres le 30 octobre 1984.

## Biographie
Fille de l'acteur américain Fred Duprez elle fait ses études au Froebel College à l'Université de Roehampton. Adolescente elle monte sur les planches avec la troupe du Coventry repertory company. Dans les années 1950 elle s'installe à New York et fait une brève carrière théâtrale à Broadway. Elle arrête sa carrière d'actrice en 1961 et s'installe à Rome quelques années avant de finir ses jours à Londres.

## Filmographie
- 1936 : The Crimson Circle de Reginald Denham
- 1936 : The Amateur Gentleman (en) de Thornton Freeland
- 1936 : The Cardinal de Sinclair Hill
- 1939 : L'Espion noir (The Spy in Black) de Michael Powell
- 1939 : Les Quatre Plumes blanches (The Four Feathers) de Zoltan Korda
- 1939 : Le lion a des ailes (The Lion Has Wings) de Michael Powell, Adrian Brunel et Brian Desmond Hurst
- 1940 : Le Voleur de Bagdad (The Thief of Bagdad) de Michael Powell, Ludwig Berger et Tim Whelan
- 1942 : They Raid by Night de Spencer Gordon Bennet
- 1942 : Little Tokyo, U.S.A. (en) d'Otto Brower
- 1943 : Don Winslow of the Coast Guard de Lewis D. Collins et Ray Taylor
- 1943 : Et la vie recommence (Forever and a Day) d'Edmund Goulding, Cedric Hardwicke, Frank Lloyd, Victor Saville, Robert Stevenson, Herbert Wilcox et René Clair
- 1943 : Le Mystère de la jungle (Tiger Fangs) de Sam Newfield
- 1944 : Rien qu'un cœur solitaire (None But the Lonely Heart) de Clifford Odets
- 1945 : The Brighton Strangler de Max Nosseck
- 1945 : Dix Petits Indiens (And Then There Were None) de René Clair
- 1946 : Une fille perdue (That Brennan Girl) d'Alfred Santell
- 1947 : Meurtres à Calcutta (Calcutta) de John Farrow
- 1961 : One Plus One d'Arch Oboler